# غاري دينين
غاري دينين هو لاعب هوكي الجليد كندي، ولد في 24 ديسمبر 1943 في مونتريال في كندا، وتوفي في 1 أبريل 2006 في سبرينغفيلد في الولايات المتحدة.

## وصلات خارجية
- غاري دينين على موقع دوري الهوكي الوطني (الإنجليزية)
- غاري دينين على موقع EliteProspects.com (الإنجليزية)
- غاري دينين على موقع HockeyDB.com (الإنجليزية)
- غاري دينين على موقع Hockey-Reference.com (الإنجليزية)
- غاري دينين على موقع أوليمبيديا (الإنجليزية)